# 田口哲 (水中カメラマン)
田口 哲（たぐち てつ）は、日本の水中カメラマン。茨城県水戸市出身。

## 来歴
上智大学卒業。1984年に「渓流の魚たち」（山と溪谷社刊）で水中記録家としてデビュー。
日本の淡水魚・海水魚約660種を撮影し、1989～94年に著書「日本の魚（海水編）」「日本の魚（淡水編）」（小学館刊）を出版。
また日本だけでなく、西部太平洋の熱帯・亜熱帯域、インド洋、カリブ海、紅海の魚を約700種掲載した「海の魚」（小学館刊）も出版。
1992年に有限会社水中記録設立。
その後、東京から札幌に移住。サケ・マスなどの魚をはじめ、エゾリスやエゾシカ、モモンガなど森の動物の撮影も始める。
2008年にDVD映像絵本「森のいのち・川のいのち」を発売。
近年では水族館の展示映像や「Yahoo!きっず図鑑」の魚類分野の写真・説明文を手掛けるなど幅広く活動している。

## 著書・作品
- 渓流の魚たち（1984年、山と溪谷社）
- 川と湖の魚たち（1985年、山と溪谷社）
- ポケット図鑑「川・湖・池の魚」（1994、成美堂出版）
- スポーツ・ダイビング（1982、産報出版）
- 日本の魚（海水編）（1989 - 2002年、小学館）
- 日本の魚（淡水編）（1990 - 1997、小学館）
- 海の魚（1994 - 1998、小学館）
- 北の魚類写真館（1999、北海道新聞社）
- 日本の淡水魚（1989 - 2001、山と溪谷社、共著）
- マルチメディア魚類図鑑CD-ROM&BOOK （1996, 1999 (株)アスキー）
- マルチメディア図鑑Navi「魚類」（2000, 2004 (株)アスキー）
- 珊瑚礁の海の魚たち 麗しき海のファンタジー（VHSビデオ）（1998、SCHWAN(株)）
- DVD映像絵本「森のいのち・川のいのち」（2008、(株)シンフォレスト）